# 中辽郡
中辽郡，中国东汉末年公孙度设置的郡。
初平元年（190年），董卓之乱爆发。辽东郡太守公孙度割据辽东，分辽东郡为辽西、中辽郡，并置太守，跨越渤海攻取东莱诸县，设置营州刺史，自立为辽东侯、平州牧。中辽郡越在今辽宁省辽河流域。不久废除，地入辽东郡。